# Raufutterfresser

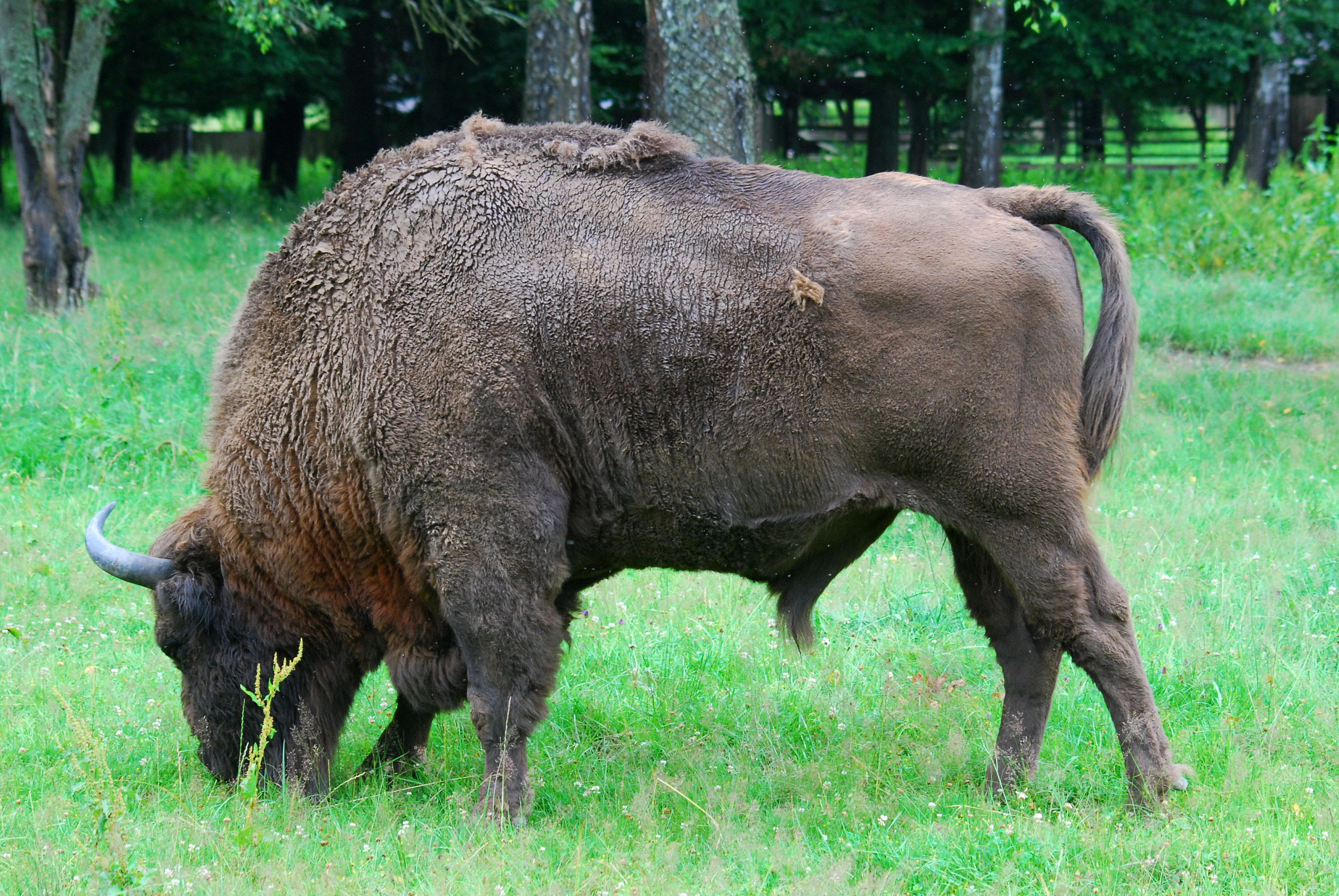
Weidender Wisentbulle

Als Raufutterfresser (auch Rauhfutter-Fresser) werden makrophage Weidegänger bezeichnet.
In der Wildbiologie unterscheidet man bei den Wiederkäuern zwischen Selektierern (Naschäsern) mit leicht verdaulicher pflanzlicher Nahrung sowie Raufutterfressern mit schwer verdaulicher pflanzlicher Nahrung, sowie im Übergang die Intermediär-Typen mit jahreszeitlich stark wechselnder Nahrung. Sie zeichnen sich u. a. durch hypsodonte Zähne aus. Raufutterfresser nehmen überwiegend einkeimblättrige Pflanzen, vor allem aus der Familie der Süßgräser, selektiv, als Rinder auch nichtselektiv auf und verdauen deren Pflanzenzellwände (Pflanzenfasern/Zellulose) vor allem im Pansen fermentativ.
Beispiele für Raufutterfresser sind das Rind, das Schaf (auch das Wildschaf oder Mufflon) oder der Wisent.